# Melissa Benoist
Melissa Marie Benoist (Houston, Teksas, 4. listopada 1988.) američka glumica i pjevačica. Najpoznatija je po ulozi Kare Danvers/ Supergirl u televizijskoj seriji o superherojima, Supergirl.

## Filmografija

### Film
| Godina | Naziv            | Uloga             | Bilješke |
| ------ | ---------------- | ----------------- | -------- |
| 2008   | Tennessee        | Laurel            |          |
| 2014   | Whiplash         | Nicole            |          |
| 2015   | Danny Collins    | Jamie             |          |
| 2015   | The Longest Ride | Marcia            |          |
| 2015   | Band of Robbers  | Becky Thatcher    |          |
| 2016   | Patriots Day     | Katherine Russell |          |
| 2016   | Lowriders        | Lorelai           |          |
| 2017   | Juvenile         | Jennifer          |          |
| 2017   | Sun Dogs         | Tally Petersen    |          |

### Televizija
| Godina    | Naziv                             | Uloga                    | Bilješke              |
| --------- | --------------------------------- | ------------------------ | --------------------- |
| 2010      | Law & Order: Criminal Intent      | Jessalyn Kerr            | Epizoda: "Delicate"   |
| 2010      | Blue Bloods                       | Renee                    | Epizoda: "Privilege"  |
| 2010      | Law & Order: Special Victims Unit | Ava                      | Epizoda: "Wet"        |
| 2010      | The Good Wife                     | Molly                    | Epizoda: "Nine Hours" |
| 2011      | Homeland                          | Stacy Moore              | 2 epizoda             |
| 2012-2014 | Glee                              | Marley Rose              | 35 epizoda            |
| 2013      | MasterChef                        | Herself                  | Epizoda: 4.10         |
| 2015-2021 | Supergirl                         | Kara Danvers / Supergirl | Glavni lik            |
| 2016-2017 | The Flash                         | Kara Danvers / Supergirl | 2 epizoda             |
| 2016      | Arrow                             | Kara Danvers / Supergirl | Epizoda: "Invasion!"  |
| 2016      | Legends of Tomorrow               | Kara Danvers / Supergirl | Epizoda: "Invasion!"  |
| 2018      | Waco                              | Rachel Koresh            | Mini-series           |

### Web
| Godina    | Naziv                     | Uloga                          | Bilješke                     |
| --------- | ------------------------- | ------------------------------ | ---------------------------- |
| 2017–2018 | Freedom Fighters: The Ray | Kara Zor-El / Overgirl (voice) | Earth-X version of Supergirl |

## Vanjske poveznice
- Melissa Benoist na Twitteru
- Melissa Benoist na Instagram
- Melissa Benoist u internetskoj bazi filmova IMDb-u